# Scheepswerf van Antigua en verwante archeologische sites
De scheepswerf van Antigua en verwante archeologische sites is een historische site op het Caribische eiland Antigua. De site is een oude haven en scheepswerf aangelegd en gebruikt door de Royal Navy in een belangrijk deel van de hele periode van de Britse kolonisatie tot aan de onafhankelijkheid van Antigua en Barbuda in 1981. De scheepswerf, en de plaats, worden Nelson's Dockyard genoemd, als herinnering aan de Britse admiraal Horatio Nelson die hier zelf verbleef en leefde van 1784 tot 1787. De werf is gebouwd in een natuurlijke diepe inham in een smalle baai die de English Harbour wordt genoemd op de zuidkust van het eiland. De baai, bijkomend beschermd door de omliggende heuvels, beschermde de vloot tegen tropische orkanen en liet toe de zeestraat tussen Antigua en het hoofdeiland van het Franse Guadeloupe te overzien. De locatie ligt op het eiland in de parish Saint Paul.
De eerste referentie naar gebruik van de inham dateert uit 1671. In 1704 was er een fort ter verdediging, in 1707 was het een aanlegplaats voor schepen en in 1723 werd de eerste scheepswerf ingericht. Tussen 1740 en 1855 werd de haven en werf verder uitgebouwd met bouwwerken in georgiaanse architectuur met de inzet van veel Afrikaanse slaven. In 1889 verliet de Royal Navy de locatie. Het verval van de site werd sinds 1951 aangepakt door de Britse lokale vrijwilligersorganisatie Society of the Friends of English Harbour, ook na de onafhankelijkheid van Antigua en Barbuda.
De historische site werd tijdens de 40e sessie van de Commissie voor het Werelderfgoed in juli 2016 in Istanboel erkend als cultureel werelderfgoed en toegevoegd op de werelderfgoedlijst. Het beschermde gebied heeft een oppervlakte van 255 ha met een omliggend buffergebied van 4.128 ha.

## Beeldengalerij

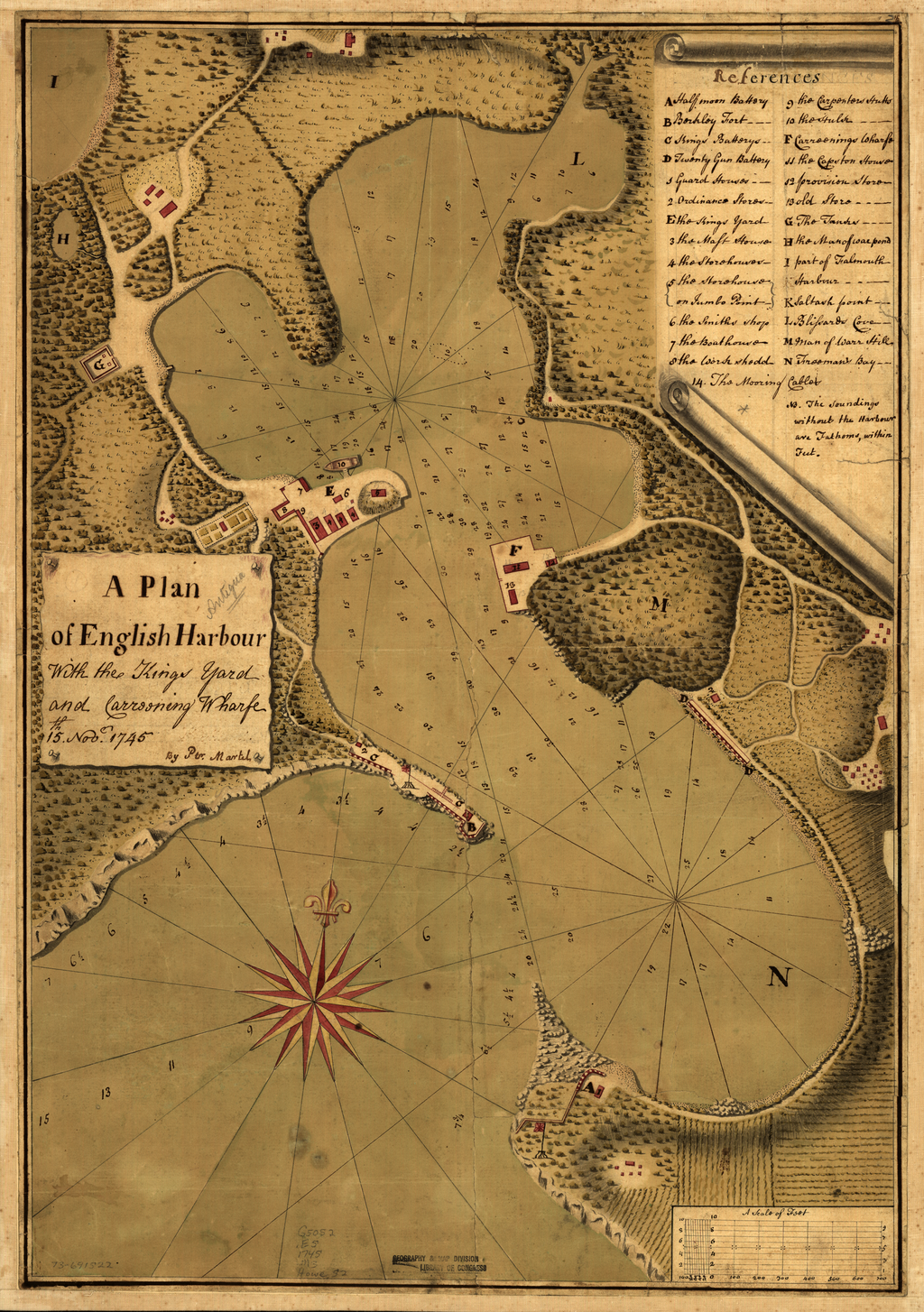
Een plan van de English Harbour
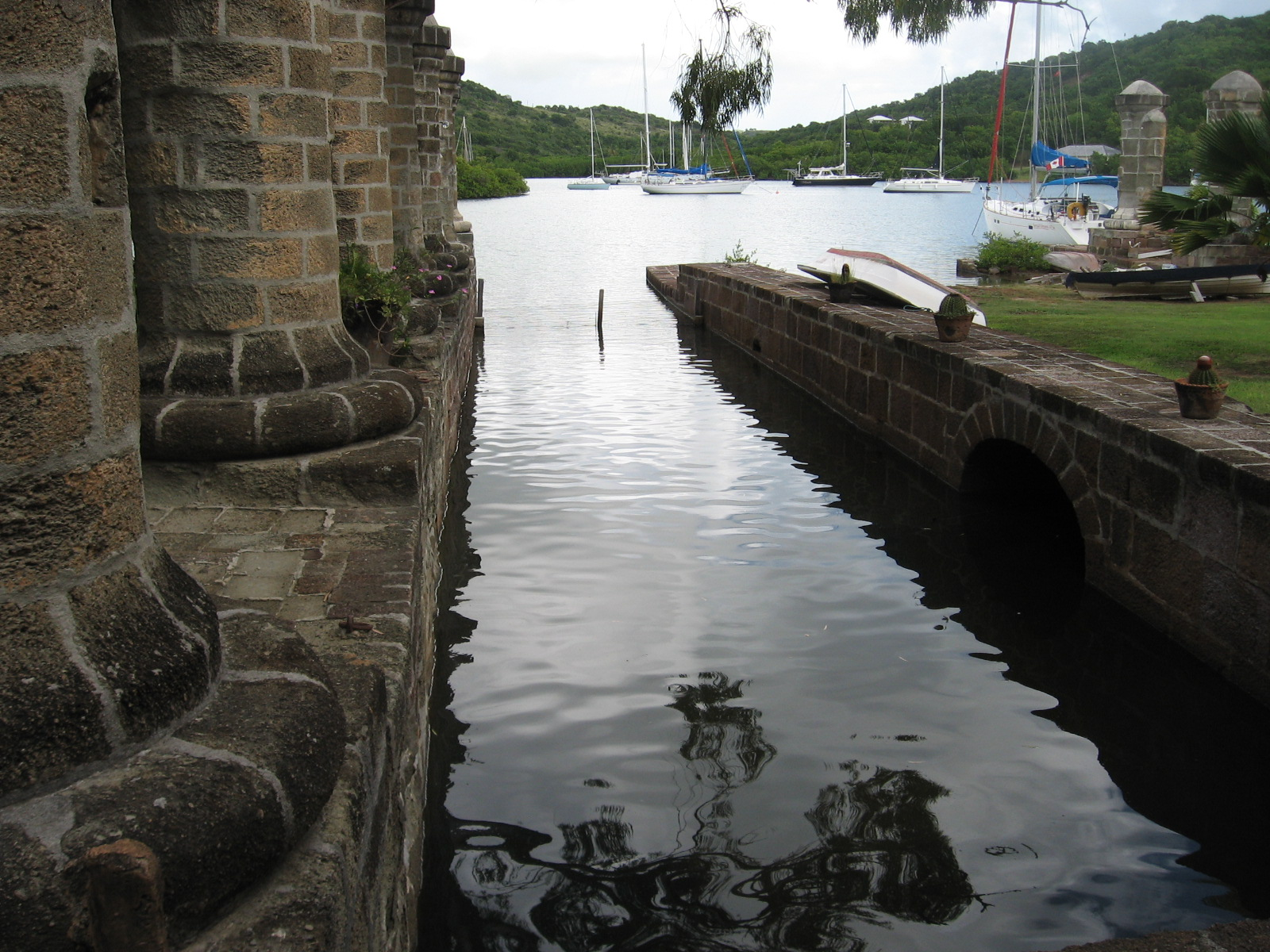
Een uitgegraven scheepsdok
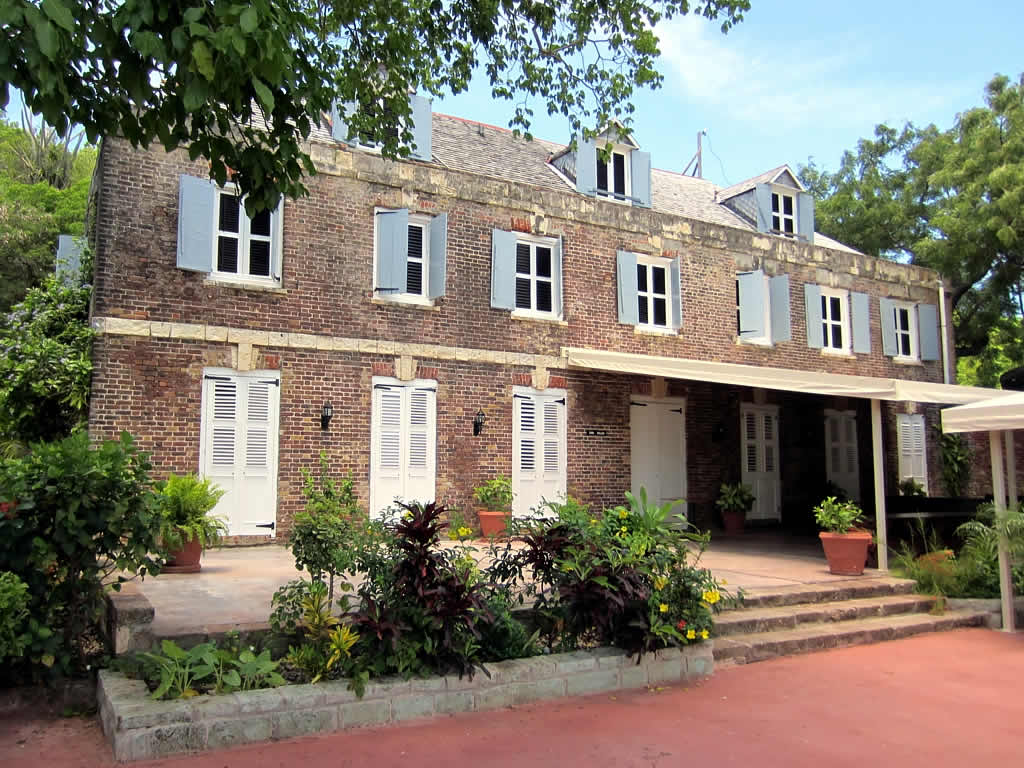
De vroegere Pitch and Tar Store, tegenwoordig de Admirals Inn
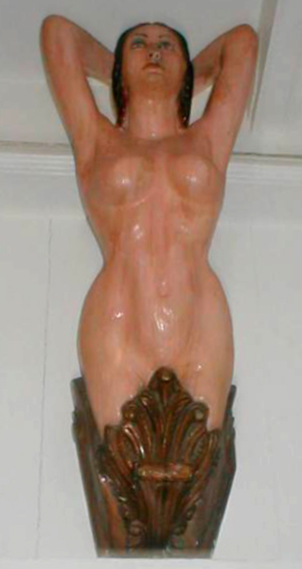
Boegbeeld bewaard op Nelson's Dockyard
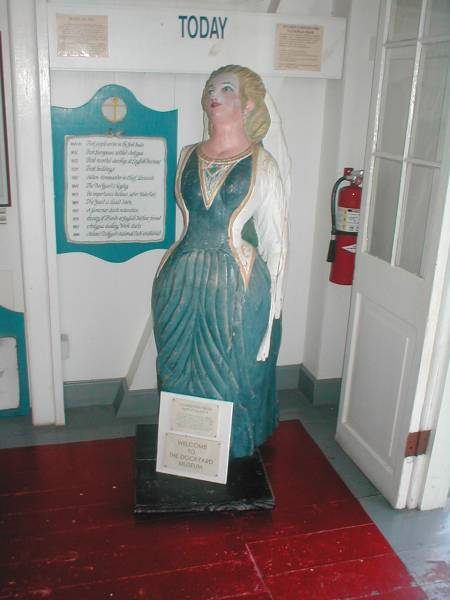
Boegbeeld op Nelson's Dockyard
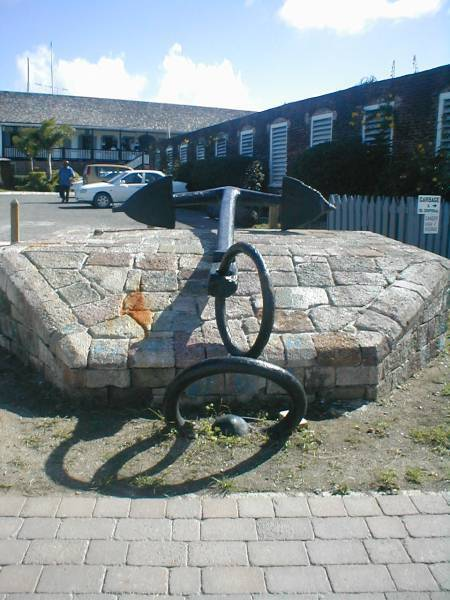
Een anker op Nelson's Dockyard, met op de achtergrond de Officers' Quarters en de Canvas, Cordage & Clothing Store
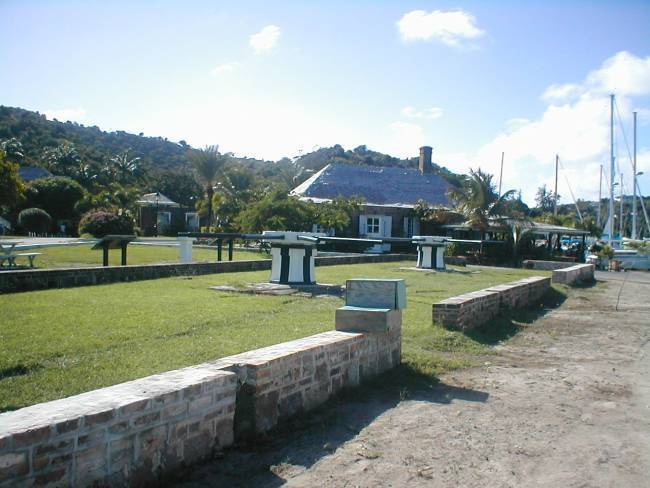
Nelson's Dockyard: Drie kaapstanders
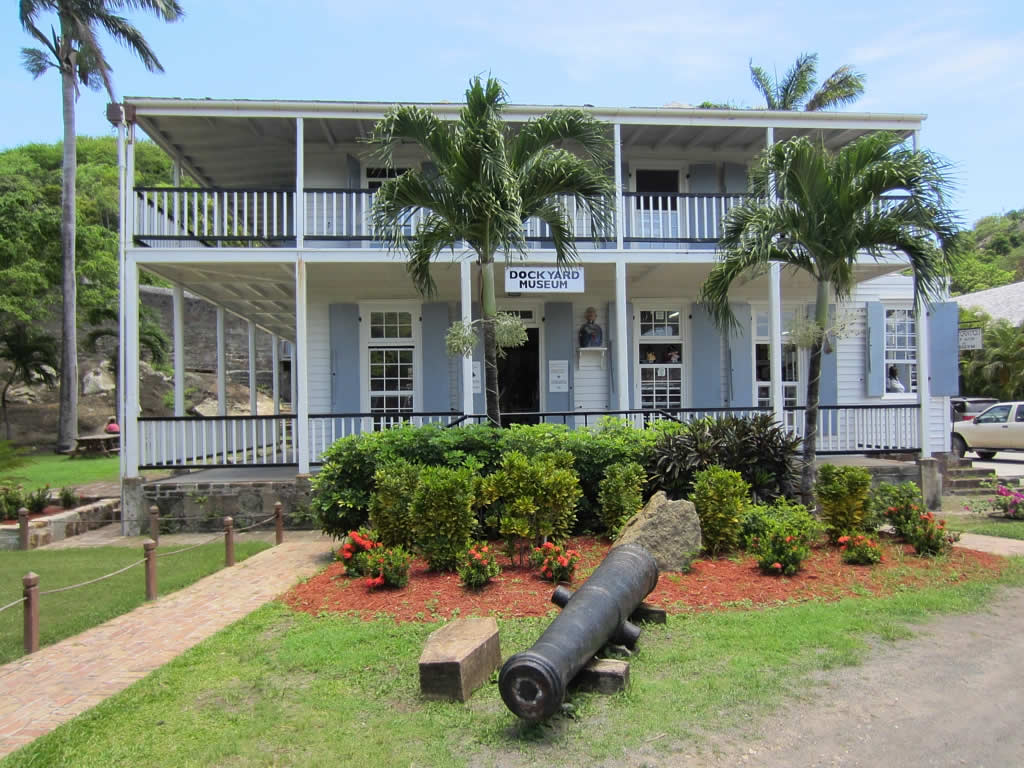
Het voormalige Naval Officer's House (nu het Dockyard Museum)
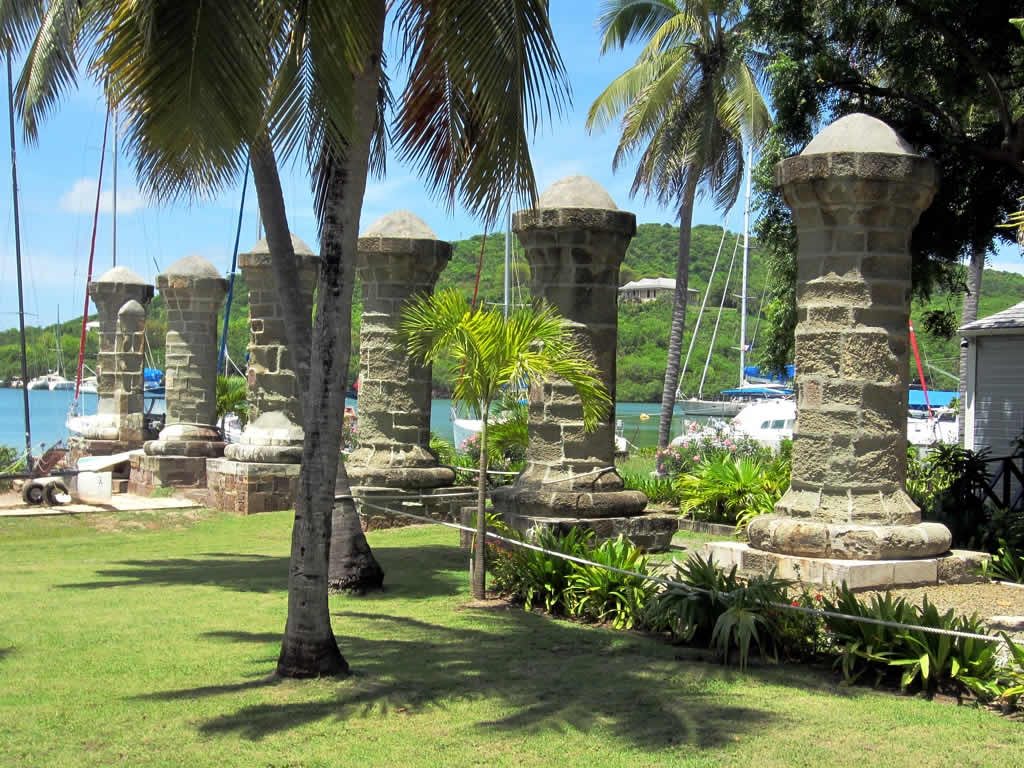
Overblijfsel van de voormalige Boat House & Sail Loft. Het dak verdween tijdens een orkaan in 1871